# آگوست بیر

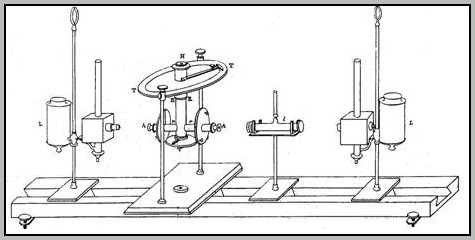
Photometer devised by Beer

 آگوست بیر (آلمانی: August Beer؛ زاده ۳۱ ژوئیهٔ ۱۸۲۵ درگذشته ۱۸ نوامبر ۱۸۶۳) یک فیزیک‌دان، و ریاضی‌دان اهل آلمان بود.